# Halál éjfél után
A Halál éjfél után (eredeti cím: A Day to Die) 2022-ben bemutatott amerikai bűnügyi akciófilm, amelynek forgatókönyvírója, rendezője és producere Wes Miller, főszereplői Kevin Dillon, Bruce Willis, Gianni Capaldi, Brooke Butler, Leon és Frank Grillo. 
A filmet 2022. március 4-én mutatta be a Vertical Entertainment.

## Cselekmény
Connor Connollynak egy napja van arra, hogy kártérítést fizessen Tyrone Pettisnek. Ezért kénytelen megkérni régi katonai osztagát, hogy álljanak össze, és szerezzenek neki kétmillió dollárt, mielőtt elveszítene mindenkit, akit szeret. 

## Szereplők
| Szerep                       | Színész         | Magyar hang         |
| ---------------------------- | --------------- | ------------------- |
| Connor Connolly              | Kevin Dillon    | Király Attila       |
| Alston                       | Bruce Willis    | Barbinek Péter      |
| Brice Mason                  | Frank Grillo    | Varga Gábor         |
| Tyrone Pettis                | Leon            | N/A                 |
| Tim Connolly                 | Gianni Capaldi  | Czvetkó Sándor      |
| Candice Connolly             | Brooke Butler   | Sipos Eszter Anna   |
| Schipp rendőrfőnök-helyettes | Johnny Messner  | Epres Attila        |
| Dwayne Miller                | Vernon Davis    | Barabás Kiss Zoltán |
| Steven Rogers                | Alexander Kane  | N/A                 |
| Joaquin Smith                | Aspen Kennedy   | N/A                 |
| Reynolds nyomozó             | Mohamed Karim   | N/A                 |
| Spade                        | Curtis Nichouls | N/A                 |

## A film készítése
A film forgatása 2021 márciusában kezdődött a Mississippi állambeli Jacksonban. Ez volt az első játékfilm, amelyet a 2021-es év során a városban forgattak. A forgatás hat hét után fejeződött be, az utolsó jeleneteket a Hawkins Field repülőtéren vették fel. 2021 májusában a Vertical Entertainment megszerezte a film forgalmazási jogait.

## Bemutató
A filmet a Vertical Entertainment 2022. március 4-én mutatta be a mozikban és Video on Demand módon.

## Fordítás
- Ez a szócikk részben vagy egészben  az   A Day to Die című angol Wikipédia-szócikk fordításán alapul.  Az eredeti cikk szerkesztőit annak laptörténete sorolja fel. Ez a jelzés csupán a megfogalmazás eredetét és a szerzői jogokat jelzi, nem szolgál a cikkben szereplő információk forrásmegjelöléseként.